# Jim Kerr
James Kerr (ur. 9 lipca 1959 w Glasgow) – szkocki wokalista rockowy. Najbardziej znany jako wokalista grupy Simple Minds. Nagrał również jeden album solowy pt. Lostboy! AKA Jim Kerr w 2010 roku. Zaśpiewał gościnnie w utworze duetu Jam & Spoon "Cynical Heart" z 2004 roku, który pochodzi z ich piątego studyjnego albumu "Tripomatic Fairytales 3003".

## Dyskografia
- 2010: Lostboy! AKA Jim Kerr